# Ракетный удар по вокзалу Краматорска
Ракетный удар по вокзалу Краматорска был нанесён 8 апреля 2022 года в 10:28 по местному времени (07:28 UTC) российскими войсками ракетой «Точка-У» с кассетной боеголовкой.
На момент удара на вокзале собрались около четырёх тысяч гражданских в ожидании эвакуации в преддверии предполагаемого масштабного наступления российских войск в ходе вторжения на Украину.
В результате удара погиб 61 человек и были ранены по крайней мере 110. Атака является одной из самых смертоносных военных преступлений ВС РФ против гражданского населения за всё время вторжения России на Украину. Большое количество погибших и раненых объясняется нахождением на вокзале большого количества эвакуирующихся людей, а также использованием кассетной боевой части ракеты.
Атака была осуществлена ракетой «Точка-У» с кассетной боевой частью из села Кунье Харьковской области, находившегося на момент атаки под контролем российских войск. Представители России отрицали ответственность за обстрел и использование российскими войсками «Точки-У» вообще, однако существуют доказательства её использования ими в ходе войны с Украиной. В июле 2022 года ОБСЕ в своем отчете собрала доказательства, заключила, что РФ намеренно атаковала эвакуирующееся гражданское население, и приравняла атаку к военным преступлениям. В феврале 2023 года вышло расследование Human Rights Watch, в котором организация подтвердила, что российская армия использовала ракету с кассетной боеголовкой, и назвала событие военным преступлением.

## Предыстория
После отступления российских войск на севере Украины в конце марта 2022 года, российское руководство сконцентрировалось на полном захвате Донецкой и Луганской областей. Из-за повышения интенсивности боевых действий, сопряжённого с российскими атаками по гражданской инфраструктуре, местное население на подконтрольной Украине территории было вынуждено эвакуироваться. Железнодорожная станция Краматорска — временного административного центра Донецкой области — стала центром эвакуации: отсюда прибывающих на автобусах жителей региона на поездах отправляли на запад Украины. Согласно расследованию правозащитной организации Human Rights Watch, к 8 апреля железнодорожными путями эвакуировались десятки тысяч гражданских, а роль станции как пункта эвакуации была широко освещена местными властями и СМИ.
7 апреля 2022 года железнодорожные пути в 40 километрах к северо-западу от Краматорска были повреждены в результате атаки, что привело к задержке поездов. Утром 8 апреля местные власти опубликовали график отправки, согласно которому первый поезд должен был отправиться в 11:50 по местному времен.
В пророссийских телеграм-каналах вечером 7 апреля и утром 8 апреля советовали покидать Славянск, Краматорск и близлежащие населённые пункты «не на железнодорожном транспорте» и писали о «работе по скоплению боевиков ВСУ».

## Обстрел
8 апреля 2022 года в 10:28 по местному времени (07:28 UTC) российские войска нанесли внезапный удар по железнодорожной станции ракетой «Точка-У» с кассетной боеголовкой. На момент удара на станции и рядом с ней находились не менее 500 человек, которые не были оповещены об угрозе. Под удар попали железнодорожный перрон, находившийся рядом поезд, который должен был отправиться в 11:50 и уже был частично заполнен пассажирами, и автомобильная парковка рядом с вокзалом, на которой в результате возник пожар.

## Жертвы
В результате удара погиб 61 человек, в том числе 7 детей. Все погибшие являлись гражданскими; тела многих жертв были разорваны на части. Украинские власти отметили, что подсчёт точного числа погибших был затруднён установлением личностей по частичным останкам. Более ста человек получили ранения; среди травм была распространена травматическая ампутация конечностей.
До прибытия через несколько минут после удара машин скорой помощи гражданские пытались помочь пострадавшим на месте, используя подручные средства для оказания первой помощи. Волонтёр, работавший на вокзале, отметил, что из-за недостатка медицинских средств выжившие умирали от кровопотери вследствие ранений ног и брюшной полости.
Местные больницы были переполнены раненными, из-за чего был привлечён медперсонал из других учреждений. Была организована транспортировка в Днепр и Павлоград Днепропетровской области пациентов в крайне тяжёлом состоянии.

## Обстоятельства

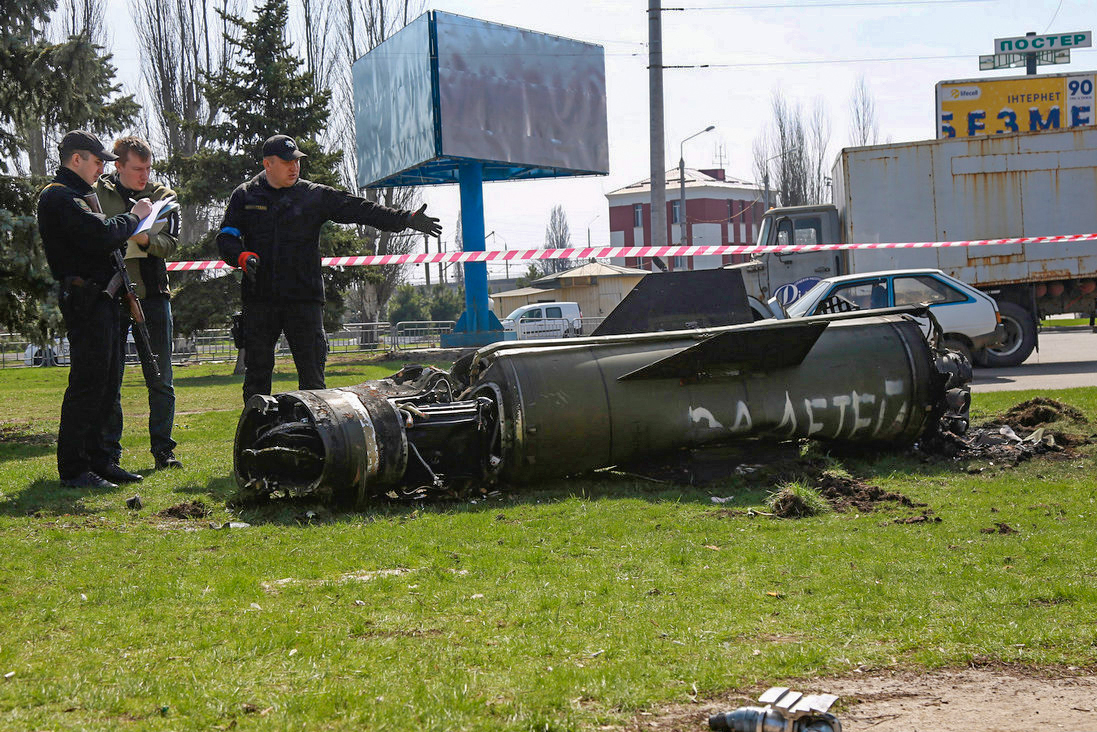
Отделившийся двигательный отсек ракеты (с надписью «За детей»), упавший неподалёку от зоны поражения боевой частью

Для атаки была использована ракета комплекса «Точка-У» с кассетной боеголовкой, содержавшей 50 отдельных осколочных суббоеприпасов 9Н24, способных произвести 15 800 осколков. Human Rights Watch удалось зафиксировать 32 отдельных места взрыва на площади, составившей 55 тысяч квадратных метров. Исследователи нашли осколки, застрявшие в стали, в десятках метрах от места взрыва.
В 2022 году российские войска использовали данные комплексы несмотря на заявления официальных представителей России о том, что «Точка-У» была списана и не стоит на вооружении.

### Место запуска
Human Rights Watch пришла к выводу, что ракета была запущена из села Кунье Харьковской области, оккупированного Россией на момент атаки. В начале апреля в районе села активно велись военные действия, а контейнеры с ракетами «Точка-У» располагались на территории местного предприятия. Согласно свидетельствам местных жителей, на предприятии россияне заряжали пусковые установки, после чего вывозили их в поля для запуска ракет.

### Слоган на ракете
На двигательный отсек ракеты была нанесена надпись «ЗА ДЕТЕЙ». Аналогичный слоган широко используется в России и на оккупированных ею территориях, в том числе — наносится на боеприпасы после вторжения в Украину 24 февраля 2022 года.

### Серийный номер
Серийный номер использованной ракеты — Ш91579. Донецкий телеканал «Юнион» сообщил, что украинские военные ранее использовали в Донбассе ракеты Ш91565 и Ш91566 из той же серии, что и в Краматорске — с разницей в 13 единиц в серийном номере, и сделал вывод, что ракета числилась на балансе ВСУ. Однако The Insider указывает, что близость серийных номеров не может свидетельствовать о применении ракеты какой-либо стороной, поскольку заводская нумерация ракет, поставлявшихся с Воткинского машиностроительного завода по всему СССР, была сквозной, и принадлежность ракеты к конкретной партии по серийному номеру определить невозможно. Так, в сирийской провинции Идлиб использовались ракеты «Точка-У» с номером, близким к ракете, примененной ВСУ под Снежным.

## Оценки
Джастин Бронк, научный сотрудник Королевского объединённого института оборонных исследований, указал на стратегическое значение железнодорожных станций в том районе, поскольку Украина стремится перебросить подкрепление для своей армии, и на другие случаи, когда российские власти пытались отвести от себя вину, заявляя, что их войска больше не используют старые типы вооружений. Он также предположил, что Россия специально выбрала этот тип ракет, потому что украинская армия также обладает ими.
Правозащитная организация Human Rights Watch не нашла никаких доказательств использования железнодорожной станции в военных целях на момент атаки, и констатировала, что никакая военная активность не могла оправдать масштаб гражданских жертв и использование кассетного боеприпаса, таким образом квалифицировав удар как военное преступление.

## Галерея

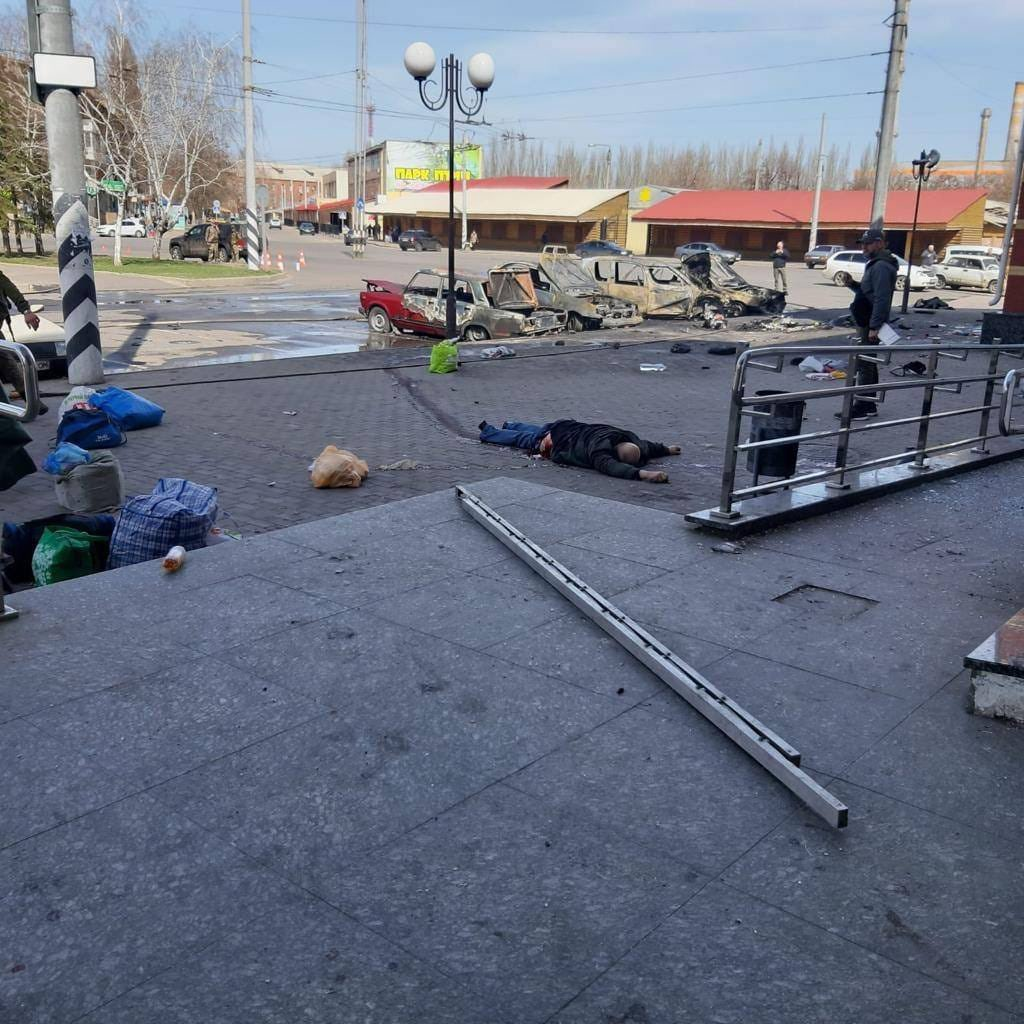
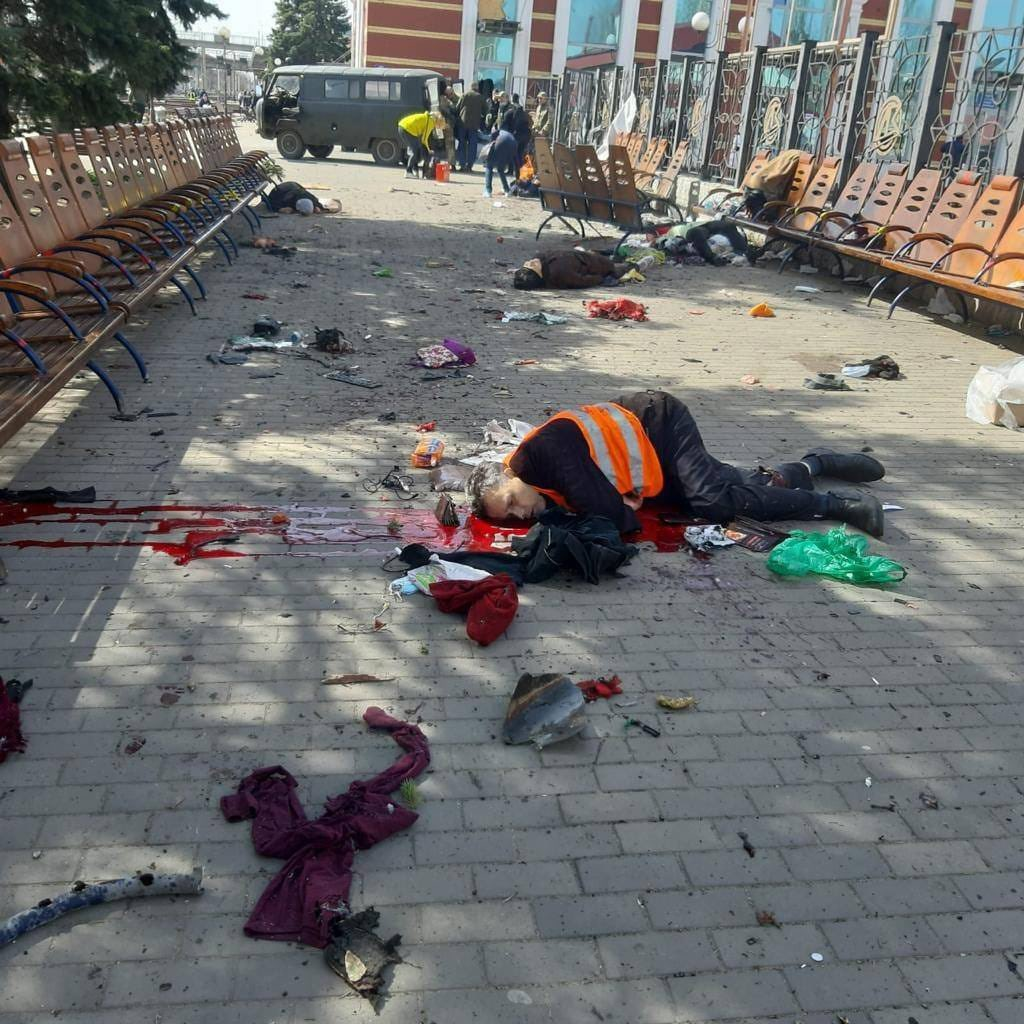
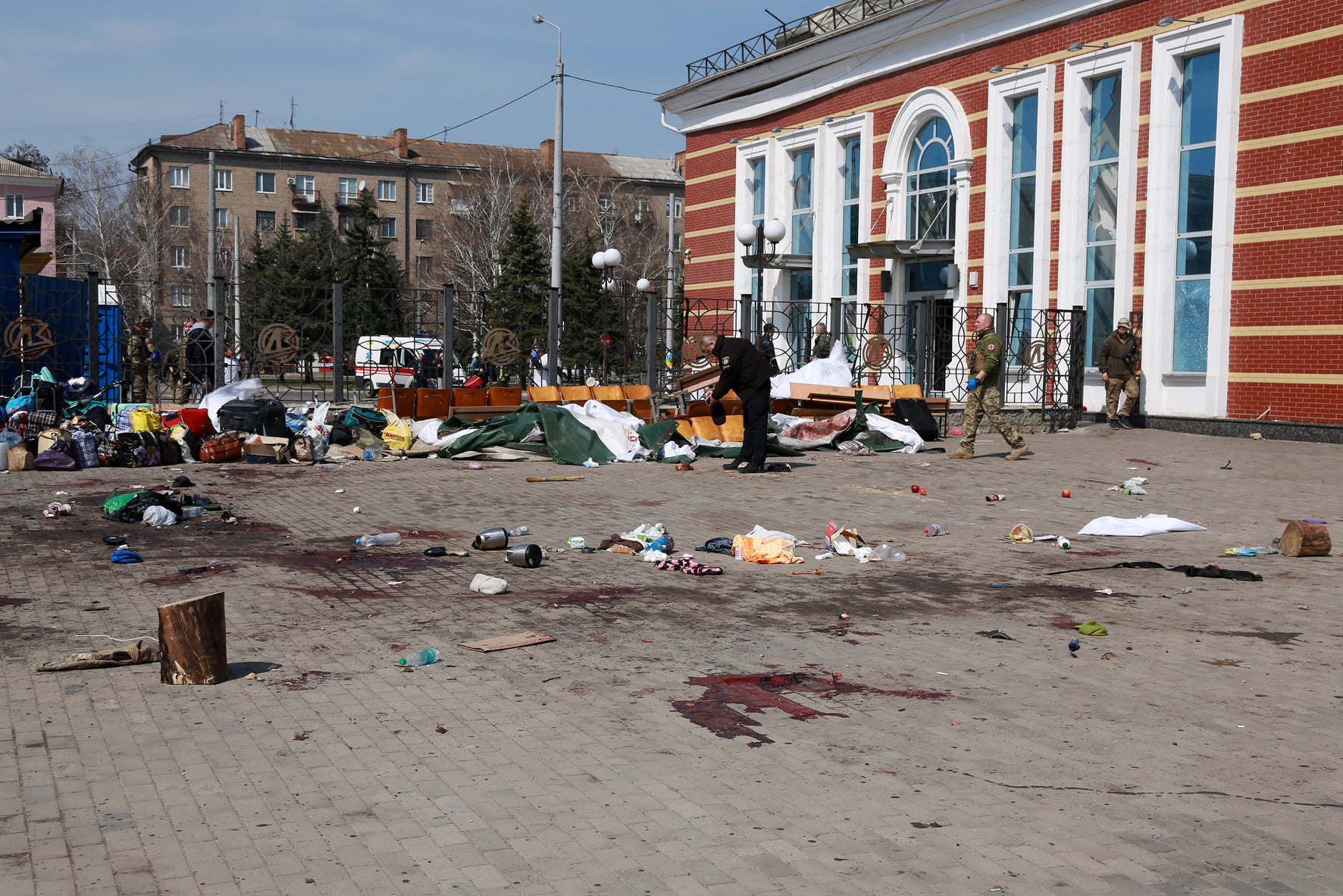
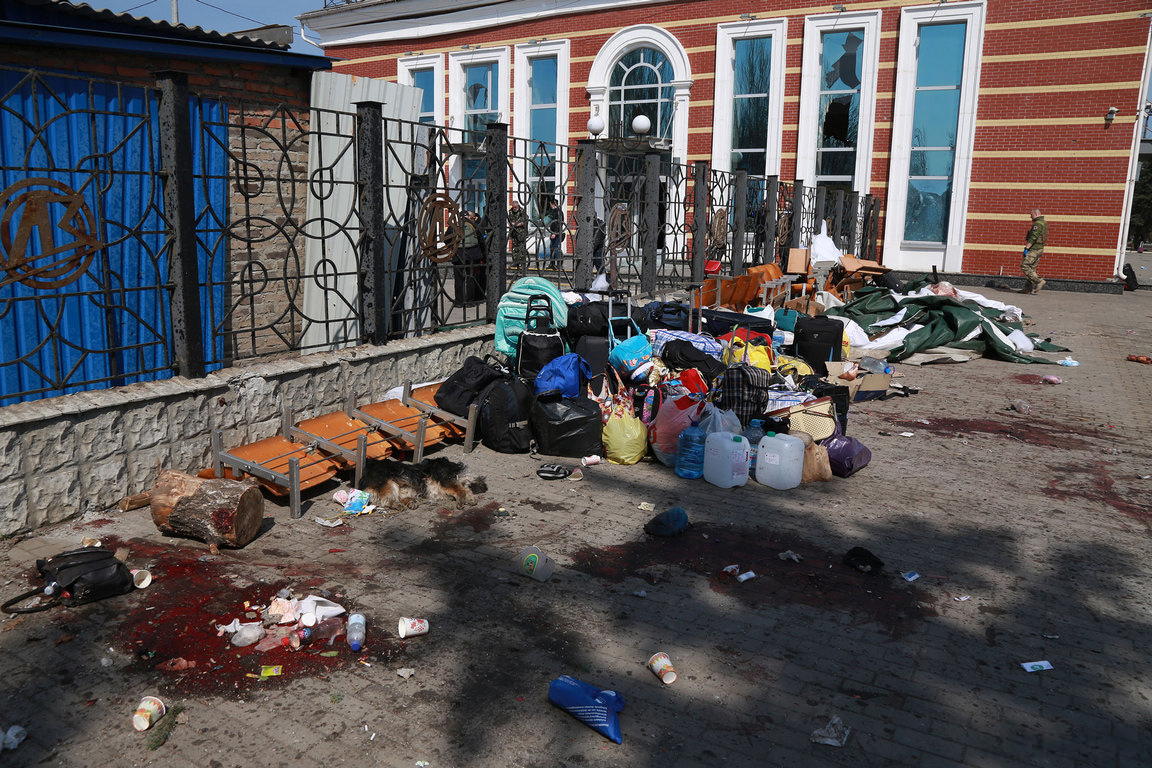
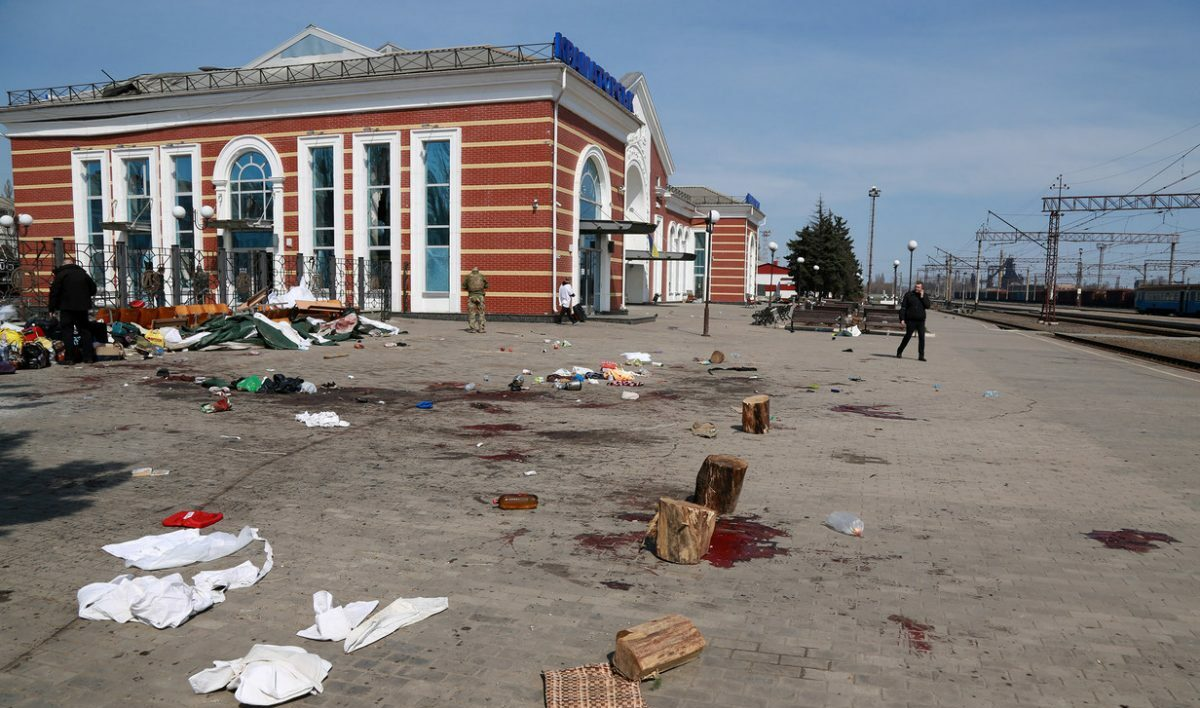
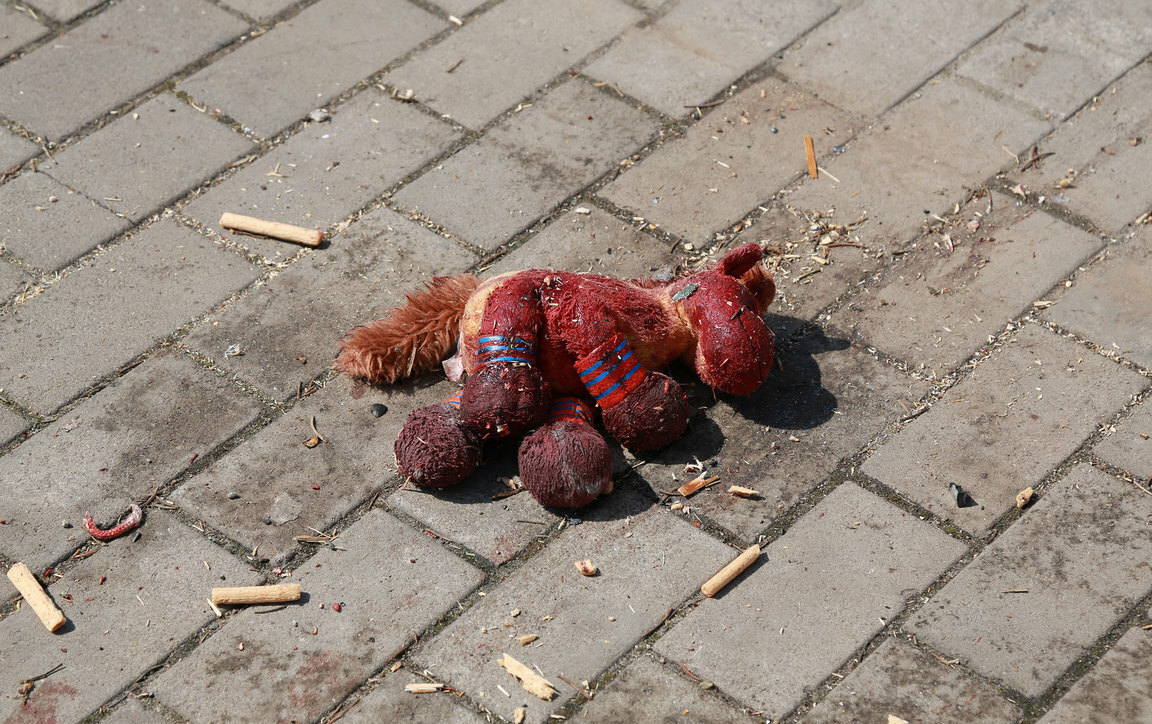
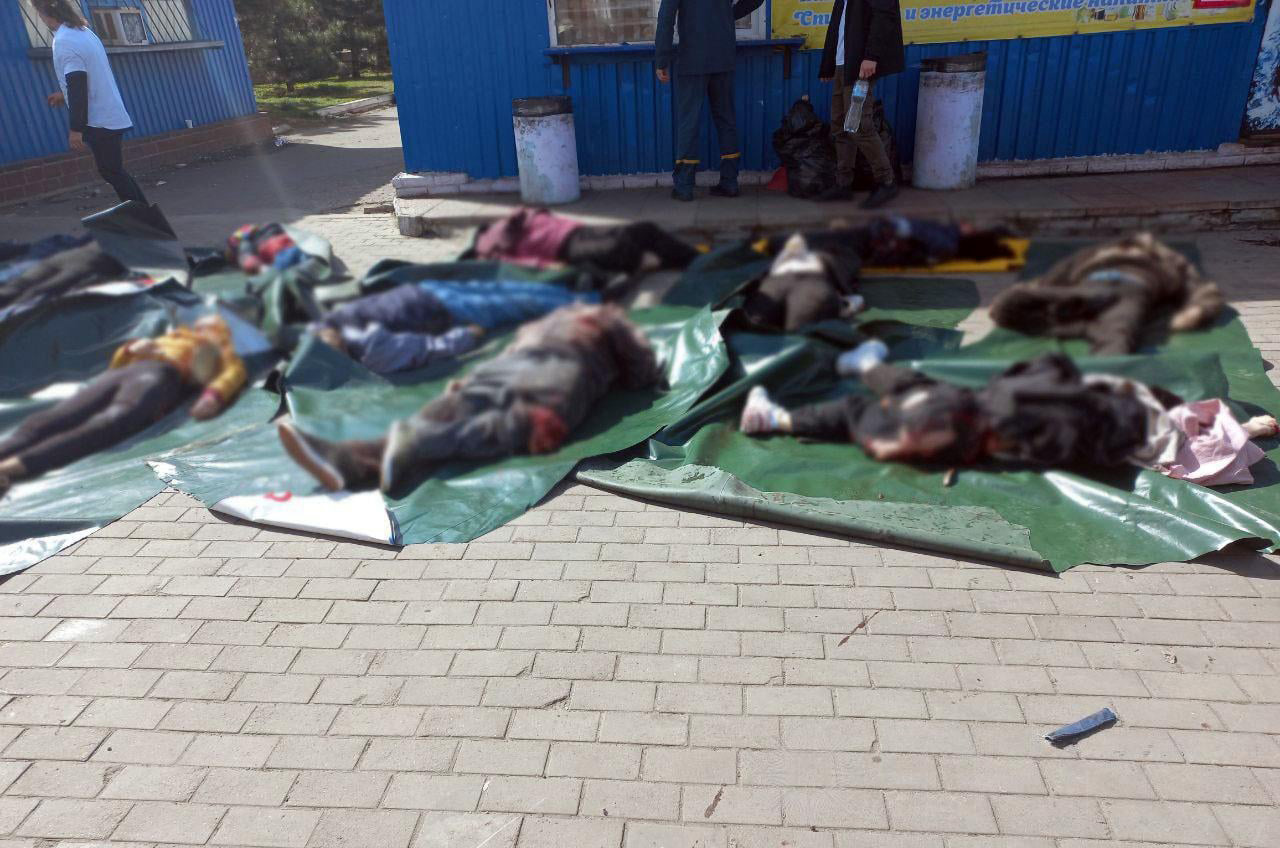